# Рудольф II фон Штаде
Рудольф II (нем. Rudolf II. von Stade; убит 14 марта 1144) — маркграф Северной марки в 1133—1134 годах, граф Штаде, Дитмаршена и Фреклебена с 1130 года.

## Биография
Сын Рудольфа I фон Штаде и его жены Рихардис фон Шпонхейм.
В 1130 году после убийства брата — Удо IV унаследовал графство Штаде и другие родовые земли. Утвердился в Штаде после смерти его правителя (в 1095—1112 и 1124—1135) министериала Фридриха.
В 1133 году стал маркграфом Северной марки. Возможно, так и не вступил во владение и титул носил символически.
В следующем году император Лотарь III передал Северную марку Альбрехту Медведю.
Рудольф II основал монастырь Святого Георга в Штаде (1132) и монастырь Лейтцкау (1138).
Поддерживал Вельфов и был противником Штауфенов.
Был убит в Дитмаршене местными жителями (крестьянами) 14 марта 1144 года.
Рудольф II был женат на Елизавете, дочери маркграфа Леопольда I Штирийского. Детей у него не было, и с его смертью пресекся род графов Штаде.
Дитмаршен с согласия Гартвига фон Штаде (брата Рудольфа II, принявшего священнический сан) перешёл во владение архиепископов Бремена. Графство Штаде в 1145 году захватил Генрих Лев.